# Zimný štadión Bardejov
Zimný štadión Bardejov – kryte lodowisko w Bardejowie, na Słowacji. Zostało otwarte w 1981 roku jako odkryte lodowisko, w latach 2002–2006 obiekt został rozbudowany i zadaszony. Pojemność areny wynosi 3000 widzów, z czego 1913 miejsc jest siedzących. Na lodowisku swoje spotkania rozgrywają hokeiści klubu HK Bardejov.